# Heeia
Heeia, stad i Honolulu County, Hawaii, USA med 4 944 invånare (2000) .